# Assembleia Nacional de Cabo Verde

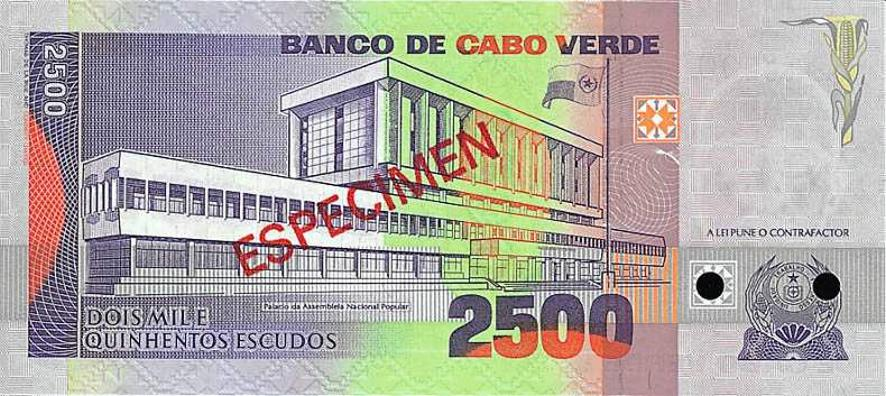
Estampa do palácio do legislativo em 1989.

A Assembleia da Nacional é o Órgão legislativo da República de Cabo Verde, é o 2º Órgão de soberania. É uma assembleia Unicameral é o centro do poder e desempenha um papel fulcral na definição das políticas públicas. É a Assembleia Nacional que aprova ou censura o programa do Governo, nomeia chefe do executivo o líder do partido vencedor das eleições legislativas e tem a competência exclusiva de mudar a política fiscal, com uma maioria qualificada (2/3) dos deputados.

## Palácio da Assembleia Nacional
A Assembleia da Nacional de Cabo Verde tem sede e desenvolve a sua atividade atualmente no Palácio da Assembleia Nacional localizado na Achada de Santo António, na cidade da Praia.

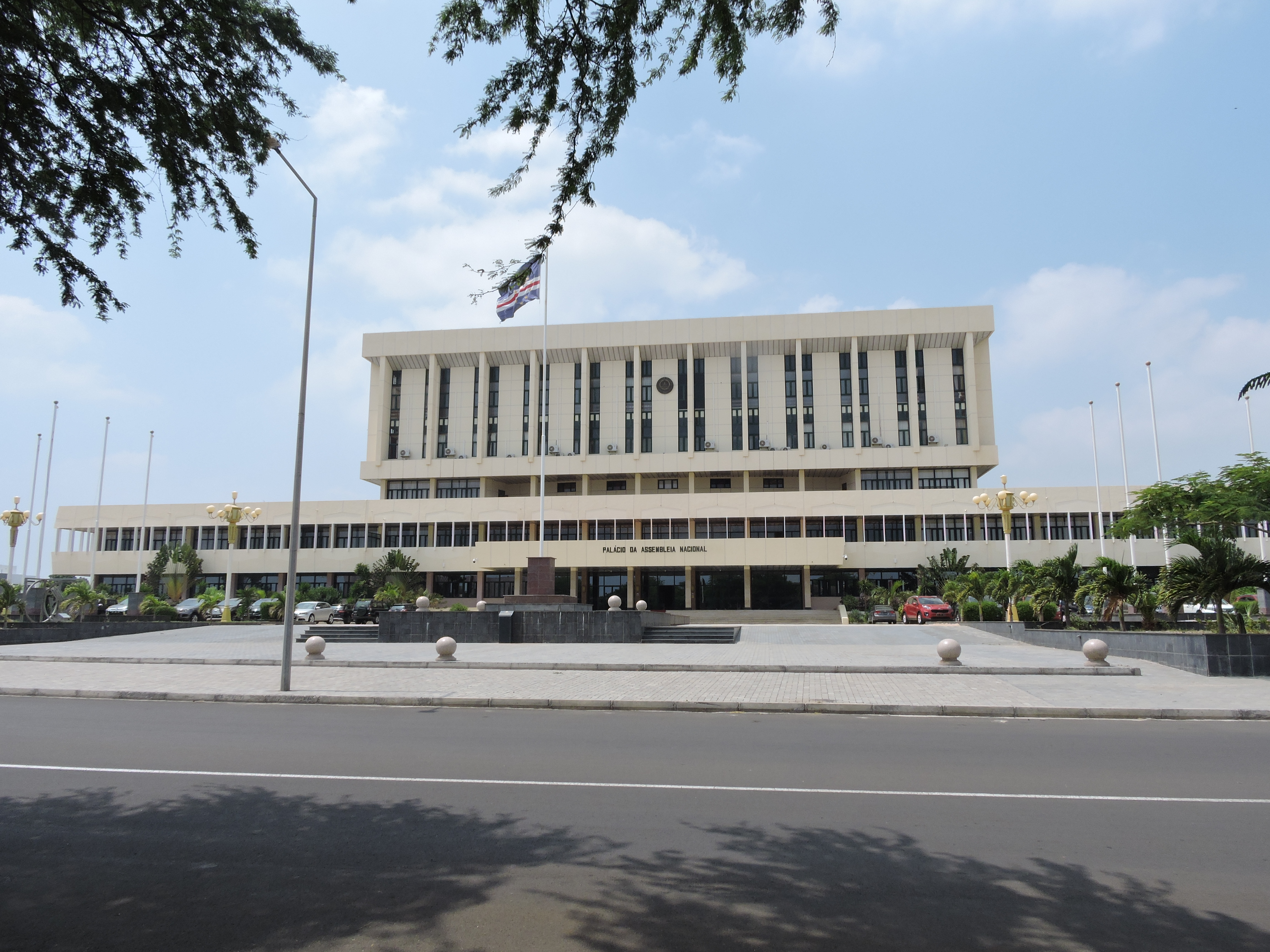
Palácio da Assembleia Nacional

## História Da Assembleia

### Assembleia Nacional Popular
A Primeira eleição legislativa do país ocorreu em junho de 1975. O organismo legislativo era conhecido como Assembleia Popular Nacional e seus membros vieram do Partido Africano para a Independência da Guiné e Cabo Verde (PAIGC), que era o único partido político autorizado a candidatos a cargos políticos ou administrativos do Estado. Eles elegeram o eleito secretário-geral do PAIGC Aristides Pereira como Presidente da República em 5 de julho de 1975, quando o país oficialmente obteve a independência de Portugal
Seguindo o regime de partido único, as eleições foram novamente realizadas em 7 de dezembro de 1980 com Pereira sendo reeleito sem oposição pela Assembleia Nacional Popular em 12 de fevereiro de 1981. Naquele mesmo ano, o PAIGC, que também era o partido no poder na Guiné-Bissau, foi renomeado Partido Africano para a Independência de Cabo Verde (PAICV) aquando do Golpe de Estado na Guiné-Bissau na Guiné-Bissau e que pôs fim à Unidade Guiné -Cabo Verde.
Os mandatos para a Assembleia aumentaram para 83 assentos Nacional, e a 3ª eleição unipartidária teve lugar em 7 de Dezembro de 1985. Pela primeira vez, alguns candidatos independentes, ligados ao PAICV, ganharam assentos na legislatura.
Em 1990, Cabo Verde tornou-se um dos primeiros países africanos a abandonar de partido único e a abraçar a democracia multipartidária.

### Composição da Assembleia
A Assembleia Nacional é composta por 72 deputados. 
Nas eleições legislativas de 2021, o MPD venceu 38 mandatos contra 30 do PAICV e 4 da UCID.
O número de Deputados é baseado na dimensão Demográfica de cada círculo eleitoral:
| Círculo        | Nº de deputados | Mandatos               |
| -------------- | --------------- | ---------------------- |
| Santo Antão    | 6               | PAICV 3, MpD 3         |
| São Vicente    | 11              | PAICV 5, MpD 4, UCID 2 |
| São Nicolau    | 2               | MpD 1, PAICV 1         |
| Sal            | 3               | Mpd 2, PAICV 1         |
| Boa Vista      | 2               | PAICV 1, MpD 1         |
| Maio           | 2               | Mpd 1, PAICV 1         |
| Santiago Norte | 14              | PAICV 8, MpD 6         |
| Santiago Sul   | 19              | PAICV 11, MpD 8        |
| Fogo           | 5               | PAICV 3, MpD 2         |
| Brava          | 2               | PAICV 1, MpD 1         |
| África         | 2               | PAICV 1, MpD 1         |
| Europa         | 2               | PAICV 1, MpD 1         |
| Américas       | 2               | PAICV 1, MpD 1         |

### Presidentes
| Nome do Presidente        | Início do Cargo        | Fim do Cargo |
| ------------------------- | ---------------------- | ------------ |
| Abílio Duarte             | 1975                   | 1991         |
| Amílcar Spencer Lopes     | 1991                   | 1996         |
| António Espírito Santo    | 1996                   | 2001         |
| Aristides Raimundo Lima   | 13 de fevereirode 2001 | 2011         |
| Basílio Mosso Ramos       | Março de 2011          | 2016         |
| Jorge Santos              | Março de 2011          | 2021         |
| Austelino Tavares Correia | Abril de 2021          | Presente     |

### Comissões
| Nome                                                                                                | Presidente                                          | Sítio |
| --------------------------------------------------------------------------------------------------- | --------------------------------------------------- | ----- |
| Comissão Especializada de Assuntos Constitucionais, Direitos Humanos, Segurança e Reforma do Estado | Carmem Nancy Ferreira Martins (MPD)                 | Link  |
| Comissão Especializada de Finanças e Orçamento                                                      | António Alberto Mendes dos Santos Fernandes (PAICV) | Link  |
| Comissão Especializada de Economia, Ambiente e Ordenamento do Território                            | Celso Hermínio Soares Ribeiro (MPD)                 | Link  |
| Comissão Especializada de Relações Externas, Cooperação e Comunidades                               | Francisco Correia Pereira (PAICV)                   | Link  |
| Comissão Especializada de Educação, Cultura, Saúde, Juventude, Desporto e Questões Sociais          | José Eduardo Mendes Da Lomba Moreno (MPD)           | Link  |
| |                                                     |       |